# لبو موثیبا
لبوگانگ موثیبا (زادهٔ ۲۸ ژانویهٔ ۱۹۹۶) بازیکن فوتبال اهل آفریقای جنوبی است که در پست مهاجم برای تیم ملی فوتبال آفریقای جنوبی بازی میکند.
او اولین بازی حرفه‌ای خود را در سال ۲۰۱۷ برای تیم والنسین در لیگ ۲ فرانسه، در حالی که به صورت قرضی از باشگاه لیل در این تیم حضور داشت، انجام داد. او پس از بازگشت به باشگاه اصلی خود در سال بعد، در ۱۷ بازی موفق به زدن ۶ گل شد و سپس در آگوست ۲۰۱۸ به تیم استراسبورگ، از دیگر تیم‌های لیگ ۱ فرانسه، منتقل شد. او در فصل اول حضورش با این تیم قهرمان جام اتحادیه باشگاه‌های فرانسه شد.
موتیبا که پیش تر در بازی‌های المپیک تابستانی ۲۰۱۶ نماینده آفریقای جنوبی بود، در سال ۲۰۱۸ به تیم ملی بزرگسالان راه یافت. او اولین بازیکنی شد که از زمان اولین حضورش در سه بازی پیاپی برای تیم ملی کشورش گلزنی کرد.

## دوران باشگاهی

### شروع دوران حرفه‌ای
موثیبا سال‌های اولیه فوتبال خود را در باشگاه ماملودی سان‌داونز سپری کرد. با این حال، او هرگز به تیم اصلی این باشگاه راه نیافت و بعداً به آکادمی دیامبارز در آفریقای جنوبی پیوست. او از همین آکادمی در سال ۲۰۱۴، کمی پس از نوزدهمین سالگرد تولدش، توسط باشگاه فرانسوی لیل جذب شد.

### لیل
در ژوئیه ۲۰۱۴، موثیبا با قراردادی سه‌ساله به باشگاه لیل در لیگ ۱ فرانسه پیوست و به تیم زیر ۱۹ سال این باشگاه ملحق شد. او دو فصل بعدی را در تیم‌های جوانان و ذخیره لیل گذراند و سپس اولین قرارداد حرفه‌ای خود را با این باشگاه امضا کرد و یک قرارداد سه‌ساله منعقد کرد.
در میانه فصل ۲۰۱۶-۲۰۱۷، او با قراردادی قرضی دوساله به تیم والنسین در لیگ ۲ پیوست. موثیبا در همان فصل در ۹ بازی برای این تیم دو گل به ثمر رساند که باعث شد والنسین قرارداد قرضی او را برای یک فصل دیگر تمدید کند. او در فصل دوم حضورش در والنسین ۸ گل دیگر در ۲۰ بازی به ثمر رساند. این عملکرد خوب، همراه با مشکلات لیل در مسابقات داخلی، باعث شد باشگاه اصلی او تصمیم به بازگرداندن موثیبا در میانه قرارداد قرضی بگیرد. با توجه به اینکه لیل در خطر سقوط به لیگ ۲ قرار داشت، بازگشت موثیبا تأثیر زیادی گذاشت و او موفق شد ۵ گل در ۱۴ بازی به ثمر برساند، از جمله دو گل در بازی نهایی مقابل دیژون که بقای لیل در لیگ ۱ را تضمین کرد.
با وجود عملکرد خوبش در فصل قبل، موثیبا مجبور شد در مراحل ابتدایی فصل ۲۰۱۸-۲۰۱۹ لیل را ترک کند، چرا که باشگاه با مشکلات مالی روبه‌رو شده بود.

### استراسبورگ
در تاریخ ۳۱ اوت ۲۰۱۸، آخرین روز پنجره نقل و انتقالات تابستانی همان سال، و در حالی که لیل با مشکلات مالی دست‌وپنجه نرم می‌کرد، موثیبا با مبلغی گزارش‌شده معادل ۴ میلیون یورو به باشگاه استراسبورگ، یکی از رقبای لیگ ۱، فروخته شد. این قرارداد شامل گزینه بازخرید و همچنین بند ۵۰ درصد فروش دوباره برای لیل بود. موثیبا اولین گل خود برای استراسبورگ را در دومین بازی‌اش به ثمر رساند؛ او در دقیقه سوم وقت‌های اضافه مقابل مون‌پلیه گلزنی کرد و یک امتیاز برای تیمش به دست آورد. در تاریخ ۳۰ مارس، موتیبا در فینال جام اتحادیه باشگاه‌های فرانسه مقابل گنگام از ابتدا به میدان رفت و با پیروزی تیمش در ضربات پنالتی، به قهرمانی این رقابت‌ها کمک کرد. در تاریخ ۹ نوامبر ۲۰۱۹، همزمان با پنجاهمین بازی خود برای استراسبورگ، موتیبا پس از پنج ماه ناکامی در گلزنی، با زدن دو گل در پیروزی ۴–۱ تیمش مقابل نیم المپیک، این طلسم را شکست.
در تاریخ ۲۷ ژانویه ۲۰۲۲، موثیبا تا پایان فصل به صورت قرضی به باشگاه تروا پیوست.
در تاریخ ۳۱ مه ۲۰۲۴ اعلام شد که موثیبا قرارداد خود را با استراسبورگ تمدید نخواهد کرد.

## افتخارات

### استراسبورگ
- جام اتحادیه باشگاه‌های فرانسه(۱):۲۰۱۸-۱۹[۲۰]